# Люмьер (кинопремия, 2013)
18-я церемония вручения наград премии «Люмьер» за заслуги в области французского кинематографа за 2012 год состоялась 18 января 2013 года.

## Список лауреатов
Победители выделены жирным.
| Лучший фильм | Лучший режиссёр |
| --- | --- |
| Любовь - Ржавчина и кость - Прощай, моя королева - Двойная жизнь Камиллы - Корпорация «Святые моторы» | Жак Одиар — Ржавчина и кость - Ноэми Львовски — Двойная жизнь Камиллы - Михаэль Ханеке — Любовь - Леос Каракс — Корпорация «Святые моторы» - Cyril Mennegun — Луиза Виммер                |
| Лучший актёр | Лучшая актриса |
| Жан-Луи Трентиньян — Любовь - Дени лаван — Корпорация «Святые моторы» - Гийом Кане — Замечательная жизнь - Жереми Ренье — Мой путь - Маттиас Схунартс — Ржавчина и кость                                                                                          | Эммануэль Рива — Любовь - Катрин Фро — Повар для президента - Ноэми Львовски — Двойная жизнь Камиллы - Марион Котийяр — Ржавчина и кость - Корина Масьеро — Луиза Виммер                  |
| Многообещающему актёру | Многообещающей актрисе |
| Эрнст Умоер — В доме - Стефани Су Монго — Воздерживаться - Пьер Нине — Как братья - Махмуд Шалаби — Бутылка в море - Клеман Метейе — Что-то в воздухе | Жюлия Фор, Жюдит Шемла & Индия Хэйр — Двойная жизнь Камиллы - Агат Боницер — Бутылка в море - Соко — Августина - София Мануша — Чёрный цвет (тебе) вам идёт - Изиа Ижлен — Плохая девочка |
| Лучший сценарий | Лучший фильм на французском языке |
| Ржавчина и кость — Жак Одиар и Тома Бидеген - Бутылка в море — Тьерри Бинисти и Валери Зенатти - Прощай, моя королева — Бенуа Жако и Жиль Торан - Двойная жизнь Камиллы — Флоранс Сево, Мод Амлин и Пьер-Оливье Маттей - Корпорация «Святые моторы» — Леос Каракс | Пирога - Господин Лазар - И всё же Лоранс - Сестра - После любви |
| Специальный приз жюри | Лучшая операторская работа |
| Двойная жизнь Камиллы — Ноэми Львовски | Антуан Эберле — Наследство & Несколько часов весны |
| Почётная премия «Люмьер» | |
| Клаудия Кардинале | |